# Старая баня
Старая баня (азерб. Köhnə hamam) — памятник архитектуры, находится по адресу улица Физули, 27, город Сабирабад.
Баня была построена в 1900 году Сеидом Мирмусой Тагиевым. По состоянию на 2022 год, баня охранялась государством как исторический памятник архитектуры и нуждалась в ремонте..

## Смотрите также
- Мавзолей Баба Самида
- Шемахинская мечеть
- Мечеть Галагайын

## Галерея

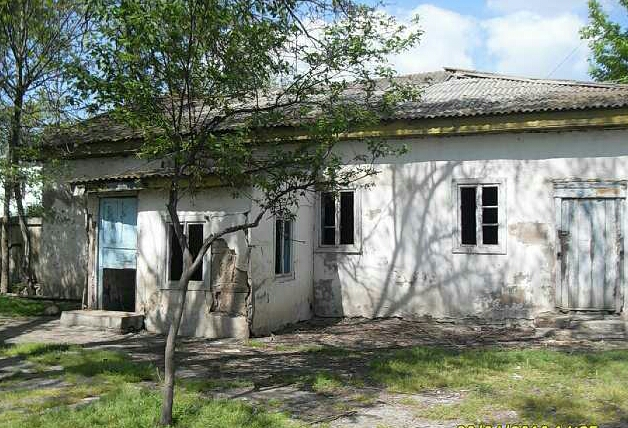
Старая баня.
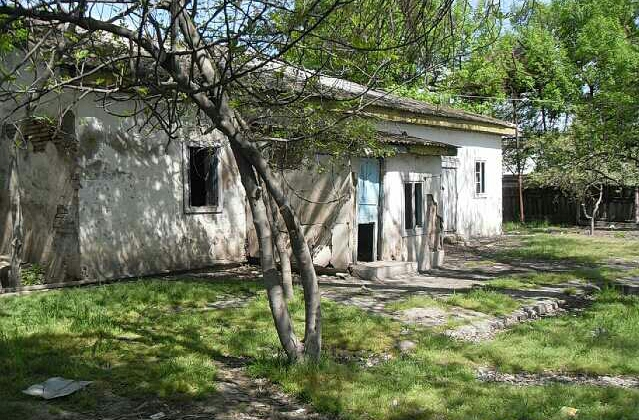
Старая баня.
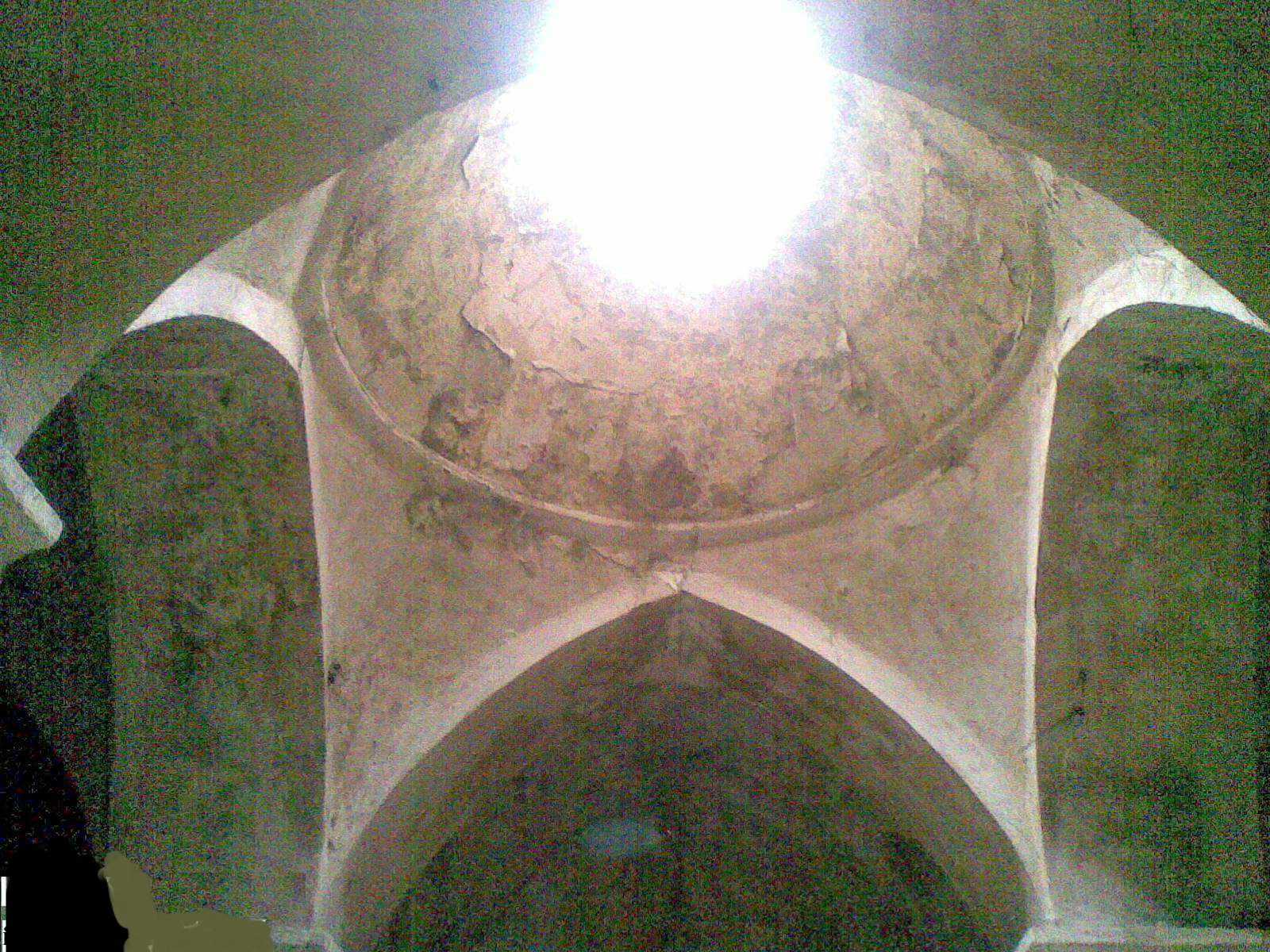
Старая баня. Интерьер ванной.
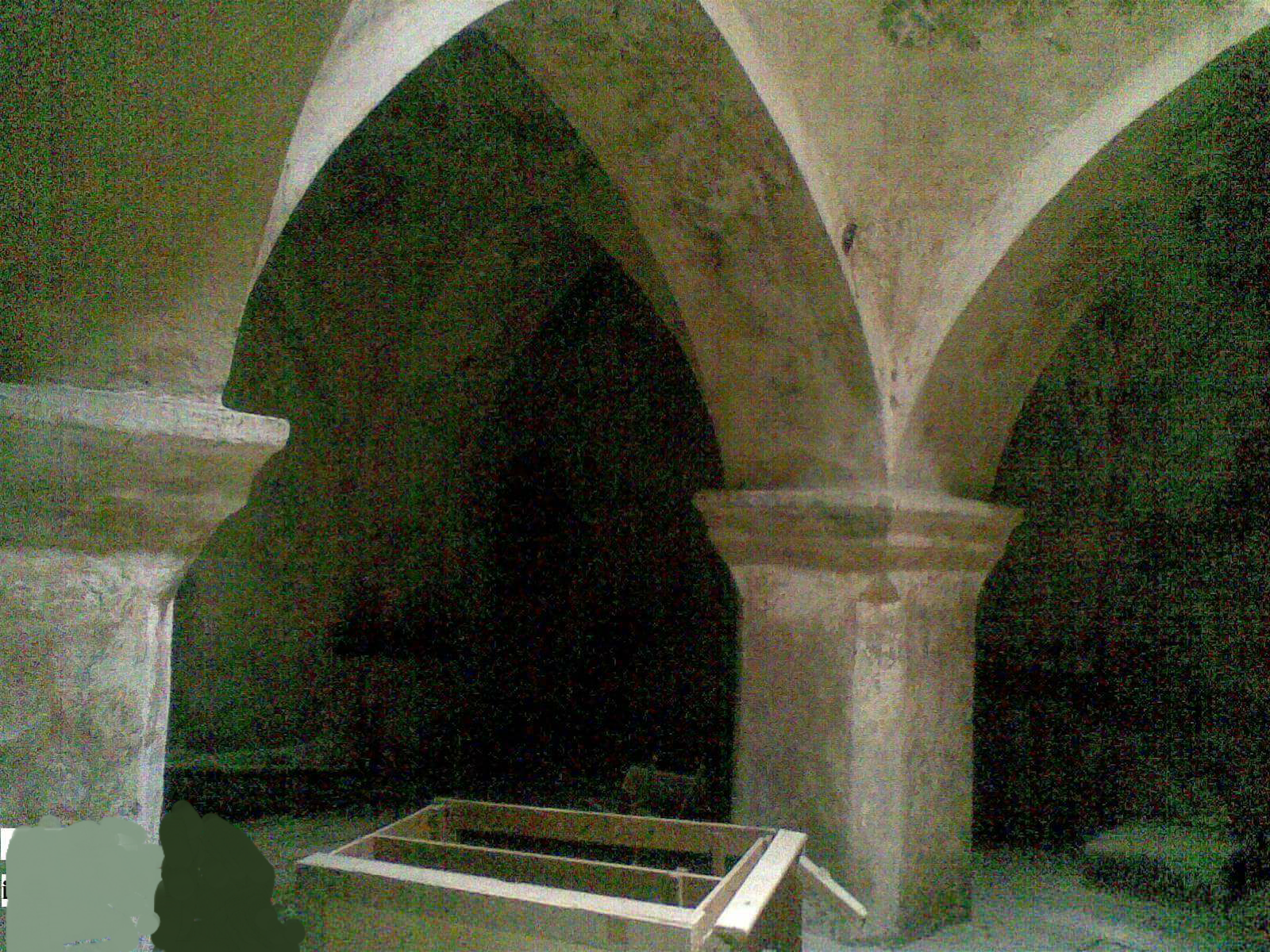
Старая баня. Интерьер ванной.